# Umspannwerk Rothensee

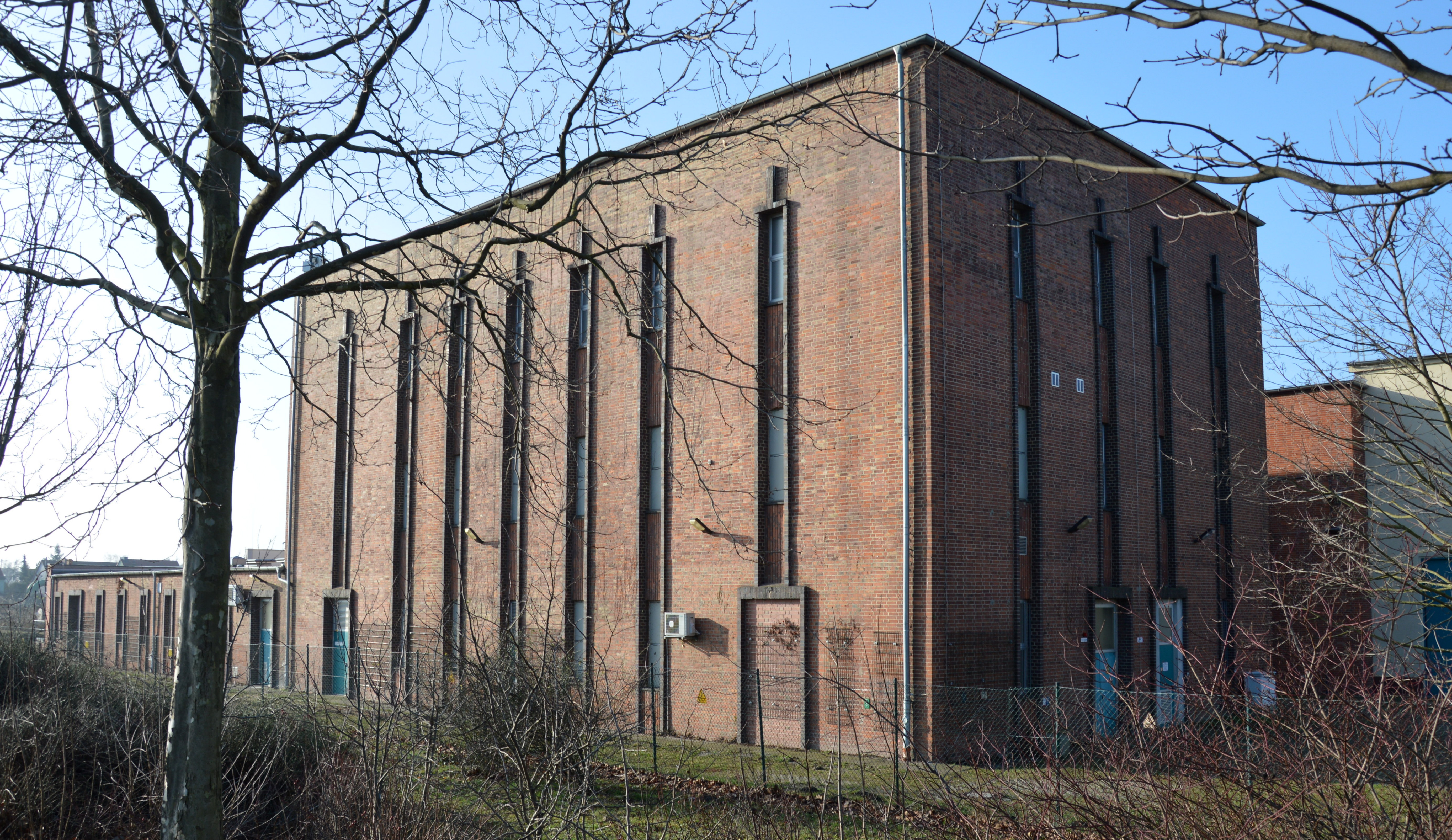
Umspannwerk Rothensee

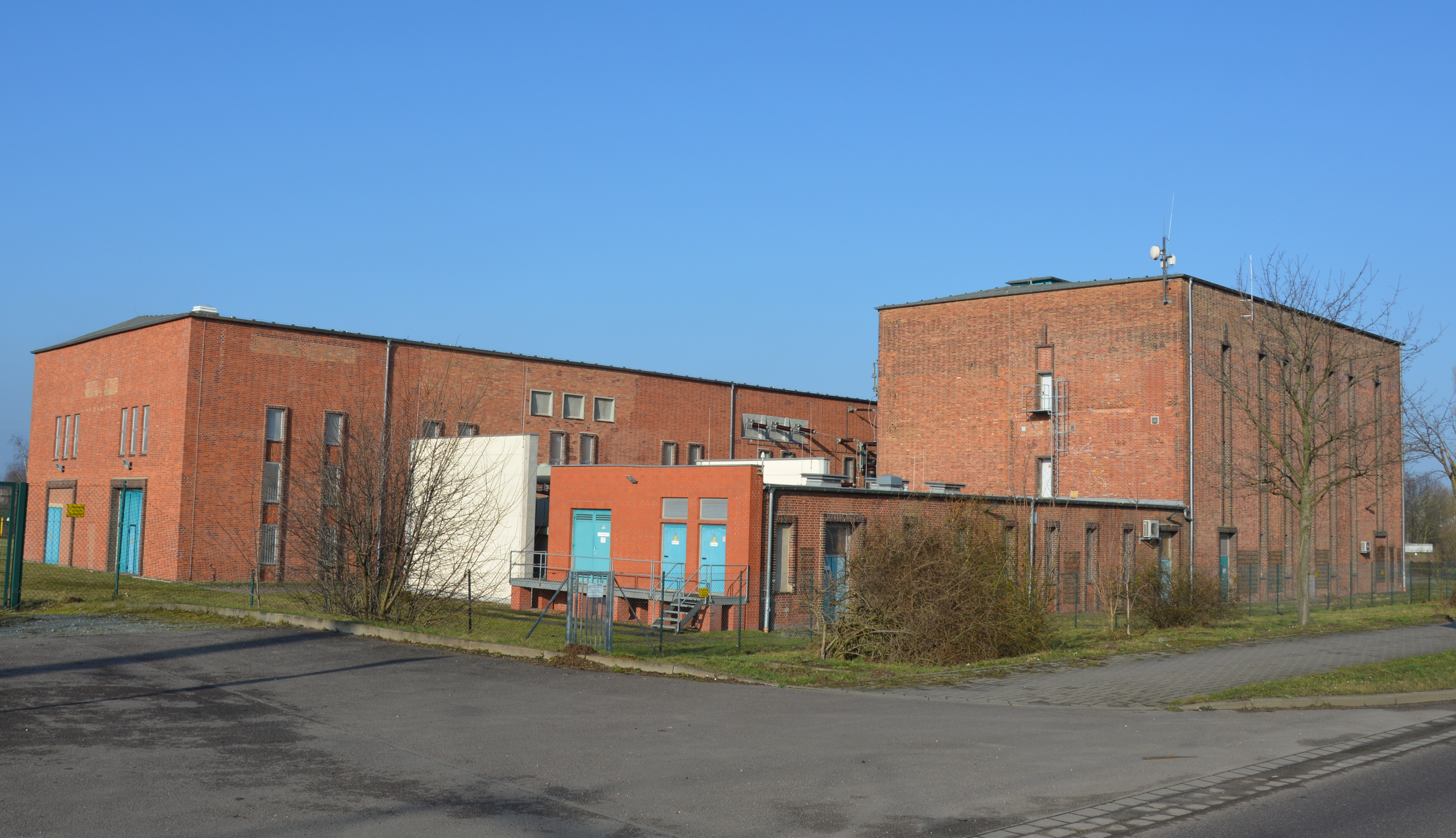
Blick von Südosten

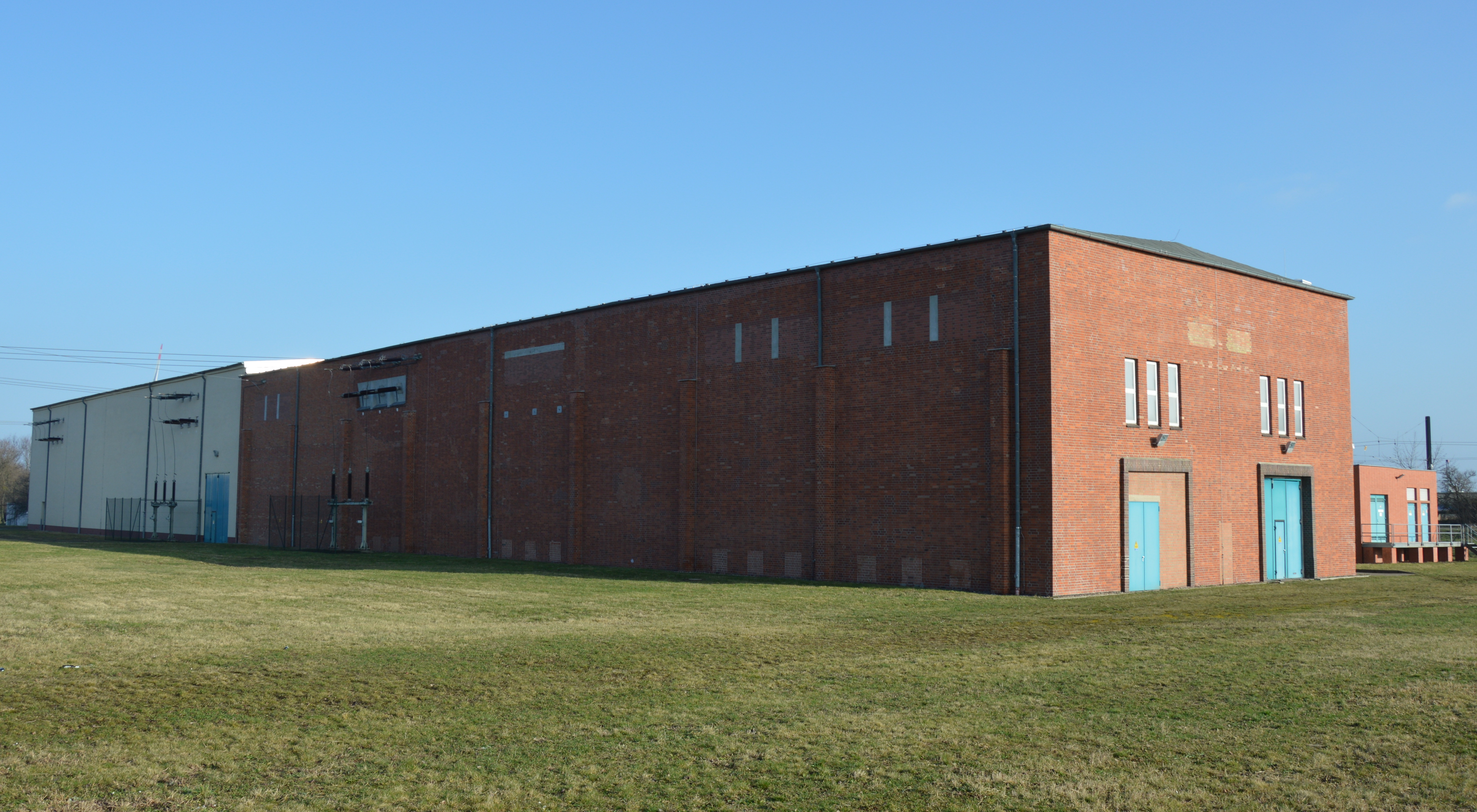
Blick von Südwesten

Das Umspannwerk Rothensee ist ein denkmalgeschütztes Umspannwerk im Magdeburger Stadtteil Gewerbegebiet Nord in Sachsen-Anhalt. Es wird von den Städtischen Werken Magdeburg betrieben.

## Lage
Das Umspannwerk befindet sich nördlich der Ortslage von Rothensee, zwischen der westlich verlaufenden Straße Am Deichwall und dem östlich verlaufenden August-Bebel-Damm.

## Architektur und Geschichte
Der Bau entstand in der Zeit um 1930 als Teil der Magdeburger Stromversorgung in unmittelbarer Nähe des damals neu errichteten Steinkohlenkraftwerks der Mitteldeutschen Kraftwerk Magdeburg AG (MIKRAMAG). Zum Umspannwerk gehören die erhaltenen Schalthäuser für 10 kV und 110 kV. Die aus Backstein in einem funktionalen Stil errichteten Schalthäuser sind als langgestreckte kubische Baukörper gestaltet. Die Fassaden sind durch hohe Schlitzfenster gegliedert. Sie sind von Pfeilervorlagen flankiert und mit großen Schlusssteinen bekrönt. Bedeckt sind die Gebäude mit Flachdächern.
Der Gebäudekomplex stellt einen erhaltenen Rest der industriellen Großbauten der 1920er und 1930er Jahre dar. Er gilt als Dokument der funktional-modernistischen Architektur der Bauzeit. Stadtgeschichtlich ist er Zeugnis für die Geschichte der Energieversorgung der Stadt.
Im örtlichen Denkmalverzeichnis ist das Umspannwerk unter der Erfassungsnummer 094 76734 als Baudenkmal verzeichnet.